# Crotalaria leptocarpa
Crotalaria leptocarpa är en ärtväxtart som beskrevs av Isaac Bayley Balfour. Crotalaria leptocarpa ingår i släktet sunnhampor, och familjen ärtväxter.

## Underarter
Arten delas in i följande underarter:
- C. l. aberrans
- C. l. contracta
- C. l. leptocarpa